# Кристина Магдалена фон Пфалц-Цвайбрюкен-Клеебург
Кристина Магдалена фон Пфалц-Цвайбрюкен-Клеебург (на немски: Christine Magdalena von Pfalz-Zweibrücken-Kleeburg; * 15 май 1616, Нюшьопинг, Швеция; † 4 август 1662, дворец Карлсбург, Дурлах) от по-младата линия Цвайбрюкен на род Вителсбахи, е пфалцграфиня на Цвайбрюкен-Клеебург и чрез женитба маркграфиня на Баден-Дурлах (1659 – 1662).

## Живот
Тя е най-възрастната дъщеря на пфалцграф Йохан Казимир фон Пфалц-Цвайбрюкен-Клеебург (1589 – 1652) и съпругата му Катарина Васа (1584 – 1638), дъщеря на шведския крал Карл IX и първата му съпруга Анна Мария фон Пфалц. Сестра е на крал Карл Х Густав, който през 1654 г. става крал на Швеция. През Тридесетгодишната война нейната фамилия се установява през 1622 г. в Швеция.
През 1633 г. се преговаря неуспешно за нейната женитба за херцог Бернхард от Саксония-Ваймар. След смъртта на нейната майка през 1638 г. Кристина Магдалена получава задачата да се грижи за възпитанието на шведската кралица Кристина (1626 – 1689) и прави това до женитба си през 1642 г.
Кристина Магдалена се омъжва на 30 ноември 1642 г. в Стокхолм за маркграф Фридрих VI фон Баден-Дурлах (1617 – 1677). През 1656 г. от брат си Карл X тя получава Кутценхаузен в Бавария, който е продаден през 1703 г. на графовете на Ханау.
Умира на 46-годишна възраст. Погребана е в княжеската гробница в Пфорцхайм.

## Деца
Кристина Магдалена и маркграф Фридрих VI фон Баден-Дурлах имат децата:
- Фридрих Казимир (1643 – 1644)
- Христина (1645 – 1705)

∞ 1. 1665 г. за маркграф Албрехт фон Бранденбург-Ансбах (1620 – 1667)
∞ 2. 1681 г. за Фридрих I от Саксония-Гота (1646 – 1691)
- Елеонора Катарина (*/† 1646)
- Фридрих VII Магнус (1647 – 1709), маркграф на Баден-Дурлах

∞ 1670 г. маркграфиня Августа Мария фон Шлезвиг-Холщайн-Готорп
- Карл Густав (1648 – 1703), генерал

∞ 1677 принцеса Анна София фон Брауншвайг-Волфенбютел (1659 – 1742), дъщеря на херцог Антон Улрих фон Брауншвайг-Волфенбютел
- Катарина Барбара (1650 – 1733)
- Йохана Елизабет (1651 – 1680)

∞ 1673 г. за маркграф Йохан Фридрих (1654 – 1686), син на маркграф Албрехт II фон Бранденбург-Ансбах
- Фридерика Елеонора (*/† 1658)